# Alegeri legislative în Austria, 1945

Rezultatele Alegerilor în 1945

Alegerile legislative Austriei în 1945 s-au desfășurat pe 25 noiembrie 1945.
Alegerile pentru Consiliul Național Austriac din 1945 erau să "cadă", fiind primele alegeri după Al-ÎI-lea Război Mondial. Alegerile au avut loc conform Legii Austriece din 1929, cu toți cetățenii care aveau cel puțin 21 de ani, cu drept de vot, dar foștii Naziști nu aveau drept de vot ; surse oficiale vehiculau că numărul lor ar fi fost în jur de 200,000. Partidul Comunist Austriac nu a avut decât 4 mandate, lucru pentru care unii au dat vina pe zona Sovietică a Austriei stăpânită de Armata Roșie. 
Partidul Poporului Austriac, condus de Leopold Figl a câștigat majoritatea mandatelor. 
Toate cele 3 partide și-au continuat coaliția guvernamentală, totuși Partidului Comunist, care a fost la fel ca și celelalte partide reprezentat în Guvernul Renner, începând cu sfârșitul războiului, i-a fost acordat doar un Minister. 
Pe 20 decembrie 1945, Adunarea Federală a Austriei l-a ales unanim, pe cancelarul Karl Renner, membru al Partidului Socialist, ca Președinte al Austriei. Acesta l-a numit ca nou cancelar, în aceeași zi, pe Leopold Figl.
Partidul Poporului Austriac, condus de Leopold Figl a câștigat majoritatea mandatelor.    Toate cele 3 partide și-au continuat coaliția guvernamentală, totuși Partidului Comunist, care a fost la fel ca și celelalte partide reprezentat în Guvernul Renner, începând cu sfârșitul războiului, i-a fost acordat doar un Minister.     Pe 20 decembrie 1945, Adunarea Federală a Austriei l-a ales unanim, pe cancelarul Karl Renner, membru al Partidului Socialist, ca Președinte al Austriei. Acesta l-a numit ca nou cancelar, în aceeași zi, pe Leopold Figl.

## Candidați
- Partidul Popular Austriac: Leopold Figl
- Partidul Socialist Austriac: Karl Renner
- Partidul Comunist Austriac: Johann Koplenig